# (612911) 2004 XR190
(612911) 2004 XR190 é um corpo menor que está localizado no disco disperso, uma região do Sistema Solar. Ele possui uma magnitude absoluta de 4,3 e tem um diâmetro com cerca de 580 km, aproximadamente um quarto do tamanho de Plutão. O astrônomo Mike Brown lista este corpo celeste em sua página na internet como um candidato a possível planeta anão.

## Descoberta
(612911) 2004 XR190 foi descoberto no dia 11 de dezembro de 2004 por uma equipe de astrônomos liderados por Lynne Jones da Universidade da Colúmbia Britânica utilizando o Telescópio Canadá-França-Havaí, localizado no Havaí.

## Órbita
A órbita de (612911) 2004 XR190 tem uma excentricidade de 0,110 e possui um semieixo maior de 57,652 UA. O seu periélio leva o mesmo a uma distância de 51,292 UA em relação ao Sol e seu afélio a 64,011 UA.